# Paul Webb
Pour les articles homonymes, voir Webb.
Paul Douglas Webb (né le 16 janvier 1962 à Londres), connu aussi sous le nom de scène Rustin Man, est un musicien anglais.
Il est, de 1982 à 1988, le bassiste du groupe new wave Talk Talk, dont la musique devient plus expérimentale au fil des albums. 
Après la fin du groupe, il fonde le collectif post-rock .O.rang avec Lee Harris, autre membre de Talk Talk ; il joue à cette époque de nombreux instruments et est l'un des chanteurs de son groupe. 
En 2002, il sort l'album Out of Season sous le pseudonyme de Rustin Man, coécrit avec Beth Gibbons de Portishead.
Apres plusieurs années de relatif silence, il enregistre un nouvel album, Drift Code, en 2019 sous le nom de Rustinman puis un autre, en 2020, Clockdust.
Sa musique, qui entremêle pop baroque, jazz et électronique, peut s'envisager comme une succession aux derniers albums de Talk Talk.

## Discographie
- 2002 : Out of Season (avec Beth Gibbons)
- 2019 : Drift Code
- 2020 : Clockdust